# Multiplicação por duplicação
A multiplicação por duplicação é um método antigo para a realização de multiplicação entre dois números naturais. Há duas variantes desse método, a multiplicação egípcia e a multiplicação russa. Também é conhecida como multiplicação camponesa, por ser usada por camponeses russos. Foi inventada no Egito Antigo, sendo chamada de duplicação e mediação.

## Método egípcio
O método egípcio requer principalmente a habilidade para somar.
Suponha-se uma multiplicação A x B.
- No topo da primeira coluna, escreve-se A, e abaixo dele, em seqüência, todas as potências de 2 inferiores a ele.
- No topo e na primeira linha da segunda coluna escreve-se B. Abaixo de cada linha escreve-se o dobro da linha superior.
- Depois, de baixo para cima, marcam-se as linhas, cujos valores da primeira coluna somados resultam em A.
- Somam-se os valores da segunda coluna das linhas marcadas.

Exemplo: 49 x 71
{\displaystyle {\begin{matrix}&&49&&&71&&\\&&&&&&&&\\\mathbf {2^{0}} &&\mathbf {1} &&&\mathbf {71} &\star &\\2^{1}&&2&&&142&&\\2^{2}&&4&&&284&&\\2^{3}&&8&&&568&&\\\mathbf {2^{4}} &&\mathbf {16} &&&\mathbf {1136} &\star &\\\mathbf {2^{5}} &&\mathbf {32} &&&\mathbf {2272} &\star &\left(1+16+32=49\right)\\&&&&&&&&\\&&&&=&3479&&\left(71+1136+2272=3479\right)\end{matrix}}}